# Hansaplatz

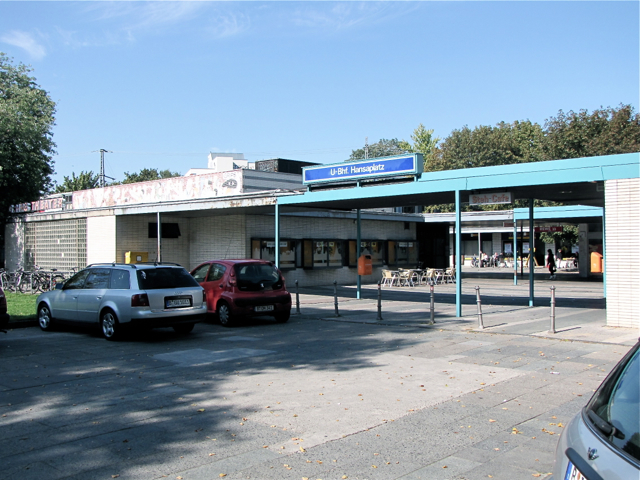
Hansaplatz 2011

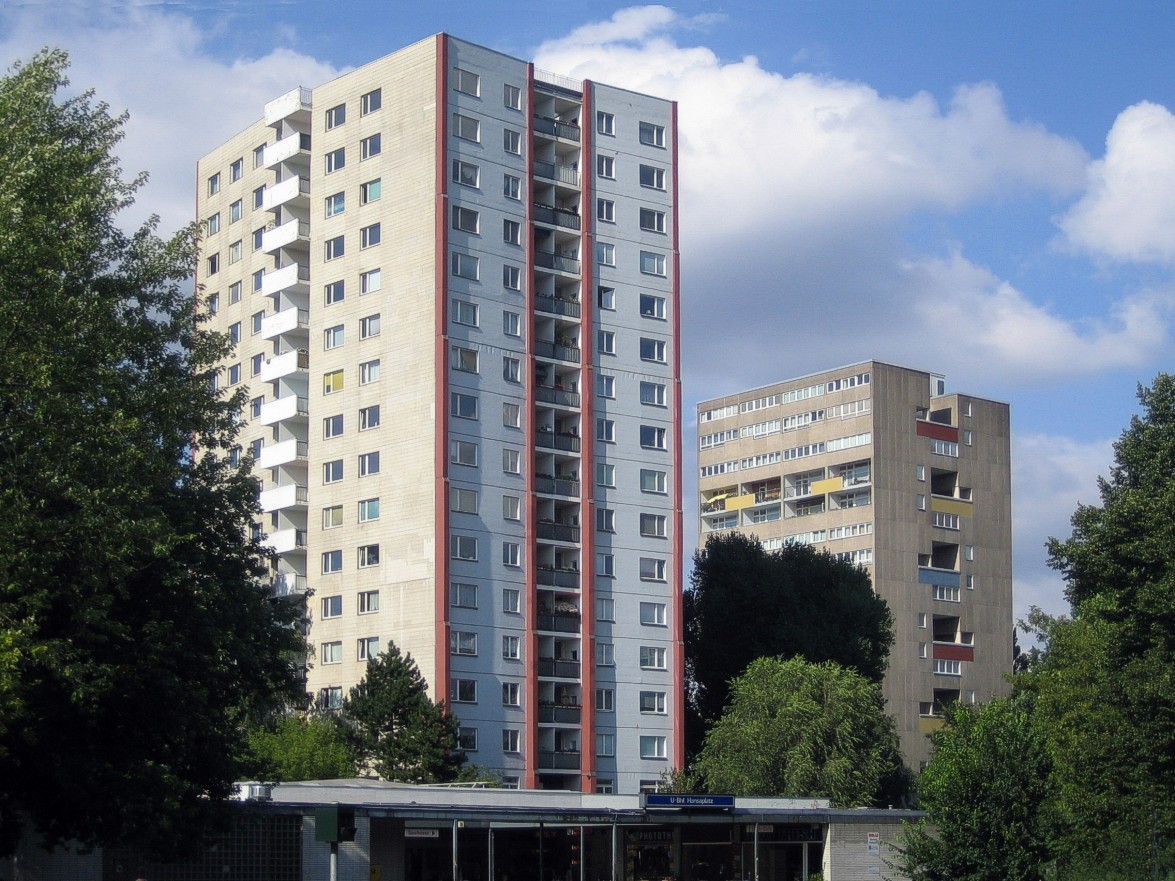

Hansaplatz är centrum för stadsdelen Hansaviertel och tunnelbanestation på linje U9 i Berlin.
Hansaviertel med Hansaplatz skapades för Interbau 1957. På Hansaplatz och i närheten finns kyrka, bio (idag Grips-Theater), biblioteket Hansabücherei, dagis och tunnelbanestationen Hansaplatz (öppnad 1961). I det lilla köpcentrumet i tidstypisk stil återfinns bland annat frisör, apotek, matbutik, konditori och en pizzeria. Det är enkelt att ta sig till stora stadsparken Tiergarten härifrån.

## Historia
Hansaplatz bildade mittpunkten i det gamla Hansakvarteret som förstördes under andra världskrigets bombningar av Berlin. Namnet kommer från Hansan och är tänkt att visa på kopplingen mellan Hamburg och Berlin. Det gamla området anlades av ett fastighetsbolag från Hamburg. I området har gatorna fått namn med koppling till Hamburg som Altonaer Strasse och Klopstockstrasse. Friedrich Gottlieb Klopstock ligger begravd i Hamburg-Ottensen. Under 1950-talet återuppbyggdes området i samband med Interbauutställningen. Då blev Hansaplatz centrum i södra Hansaviertel som var ett typexempel för modernismen. Området byggdes 1955-1960.
Hansaplatz byggdes nu med öppna grönytor men även med ett nytt centrum med atriumgårdar och plats för 13 butiker. Bion Bellevue är sedan 1974 hem för Grips-Theater. Teaterdelen har sedan 1970-talet en mosaik. Komplexet ritades av Ernst Zinsser och Hansrudolf Plarre och byggdes 1957-1960. Längre bort ligger biblioteket i anslutning till Hansaplatz södra tunnelbaneuppgång. Biblioteket, Hansabibliothek, hette vid starten 1958 Städtische Volksbücherei am Hansaplatz med skriften Hansabücherei på fasaden. Byggnaden ritades av Werner Düttman och Siegfried Böhmer och stod klar 1957.  Tunnelbaneuppgången har en mosaikvägg av Frinz Winter.
Hansaplatz är sedan 1995 byggnadsminnesmärkt. Sedan 2007 arbetar man mot en sanering av köpcentrumet som är i dåligt skick.

## Kommunikationer
| Linje | Station    |  |  |  |
| U9    | Hansaplatz |  |  |  |